# Толстиково (Гусь-Хрустальный район)
Толстиково — деревня в Гусь-Хрустальном районе Владимирской области России, входит в состав муниципального образования «Посёлок Красное Эхо».

## География
Деревня расположена в 21 км на юго-восток от центра поселения посёлка Красное Эхо и в 30 км на северо-восток от Гусь-Хрустального.

## История
В XIX и первой четверти XX века деревня входила в состав Давыдовской волости Меленковского уезда, с 1926 года — в составе Гусевского уезда. В 1859 году в деревне числилось 43 двора, в 1905 году — 55 дворов, в 1926 году — 73 двора.
С 1929 года деревня являлась центром Толстиковского сельсовета Гусь-Хрустального района, с 1940 года — в составе Губцевского сельсовета, с 1969 года — в составе Семеновского сельсовета, с 2005 года деревня в составе муниципального образования «Посёлок Золотково». 

## Население
| 1859 | 1905 | 1926 | 2002 | 2010 | 2021 |
| ---- | ---- | ---- | ---- | ---- | ---- |
| 274  | ↗365 | ↗411 | ↘63  | ↘53  | ↘46  |